# Thierry Neuville
Thierry Jean Neuville (Sankt Vith, 16 giugno 1988) è un pilota di rally belga, campione del mondo nel 2024, classificatosi inoltre per cinque volte al secondo posto nella classifica finale piloti nonché vincitore di 21 prove iridate. Dal 2014 gareggia per la scuderia Hyundai Motorsport.
Ha un fratello minore, Yannick, a sua volta pilota di rally.

## Carriera

### Gli esordi
Disputò la sua prima gara nel 2007 al Rallye Luxembourg - 200, in Lussemburgo, a bordo di una Opel Corsa GSi, classificandosi al secondo posto assoluto e primo di classe. Nel 2008, oltre ad aver partecipato ad appuntamenti del campionato belga e a gare nella vicina Germania, vinse il RACB Rally Contest, rassegna organizzata dalla federazione belga con l'intento di scoprire nuovi talenti.
Nel 2009 vinse invece il Citroën Benelux Trophy su una Citroën C2 R2 Max e in quella stessa stagione esordì anche nel mondiale WRC al Rally di Catalogna, non riuscendo a terminare la gara per la rottura dell'alternatore della sua C2. 

### 2010-2011: Junior WRC e IRC

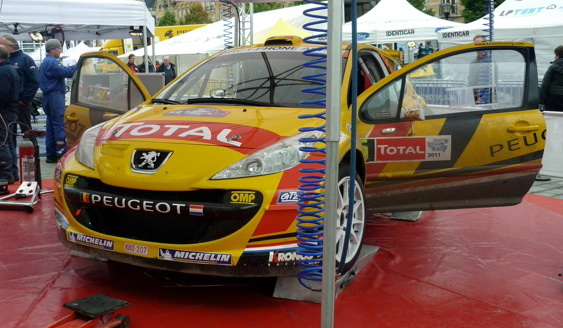
La Peugeot 207 S2000 di Neuville allYpres Rally 2011

Il 2010 lo vide impegnato in cinque appuntamenti del campionato mondiale Junior WRC con una Citroën C2 S1600, riuscendo a vincere una gara, il Rally di Bulgaria, e ottenendo un podio in Francia-Alsazia (terzo); terminò al settimo posto nella graduatoria finale di categoria. In quello stesso anno si cimentò anche nell'IRC con una Peugeot 207 S2000, andando a podio nella gara di casa, l'Ypres Rally, e giungendo nono in classifica al termine dell'annata.
Nel 2011 partecipò a tutti gli appuntamenti dell'Intercontinental Rally Challenge con una 207 S2000 del Peugeot Team Bel-Lux, vincendo due gare (il Tour de Corse e il rally di Sanremo) e piazzandosi quinto nella classifica finale.

### 2012: Citroën Junior Team

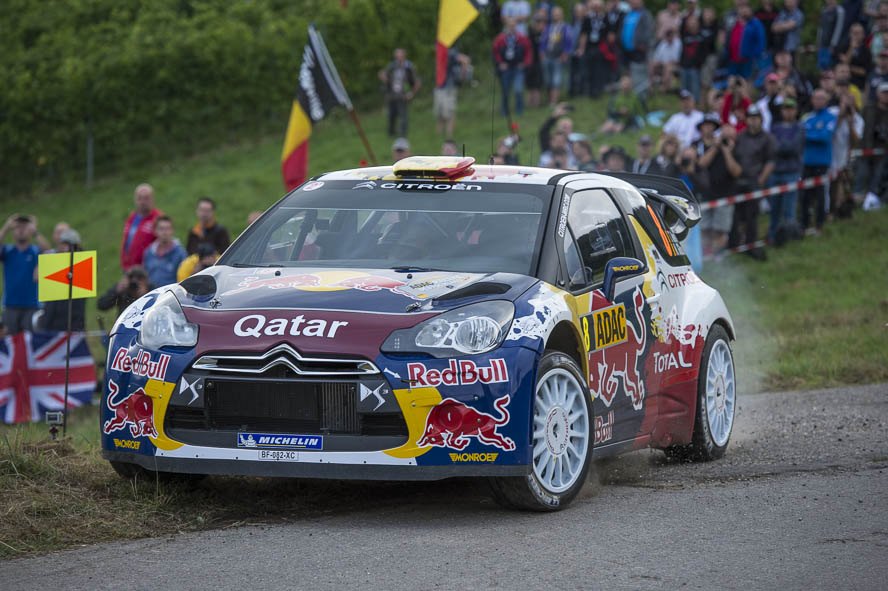
Neuville con la Citroën DS3 WRC al Rally di Germania 2012

Nel 2012 iniziò il sodalizio con il copilota Nicolas Gilsoul, prendendo parte all'intera stagione del mondiale rally con una Citroën DS3 WRC del Citroën Junior Team, seconda scuderia della squadra ufficiale Citroën, fatta eccezione per due gare, nelle quali sostituì Nasser Al-Attiyah per il Qatar World Rally Team.
Dopo il ritiro nella gara d'esordio, il rally di Monte Carlo, riuscì a portare la vettura al traguardo in tutte le altre gare, conquistando i suoi primi punti iridati in Portogallo, dove fu ottavo, cui seguirono ulteriori sei piazzamenti a punti, tra cui il quarto posto ottenuto in Francia come miglior risultato. Chiuse la sua prima stagione completa nella massima categoria al settimo posto in classifica generale.

### 2013: Qatar World Rally Team

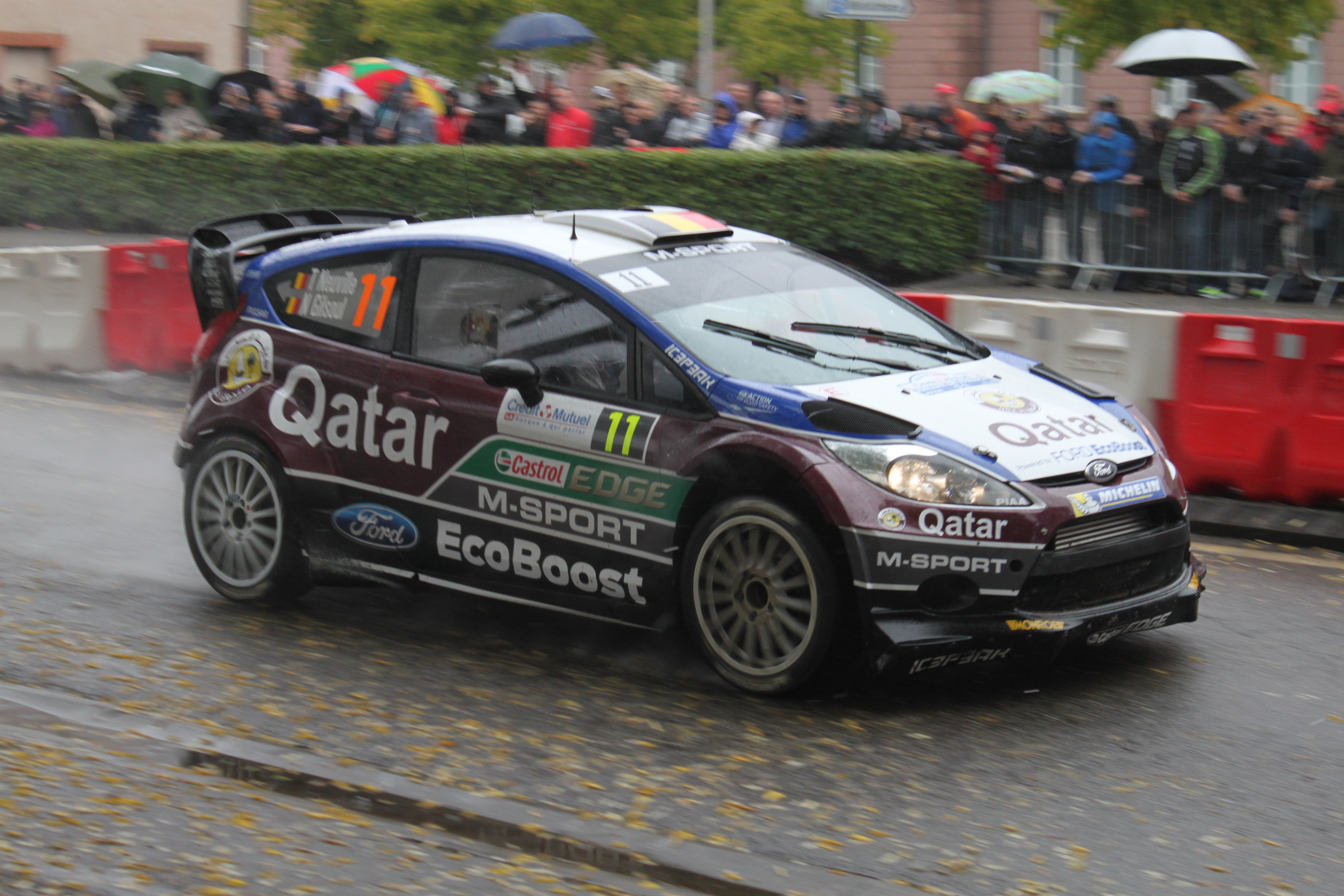
Neuville con la Ford Fiesta RS WRC al Rally d'Alsazia 2013

Nel 2013 la coppia Neuville-Gilsoul passò a gareggiare per il Qatar World Rally Team, squadra privata supportata dalla scuderia britannica M-Sport, con una Ford Fiesta RS WRC. Ancora una volta fu costretto all'abbandono nel rally di Monte Carlo, ma fu protagonista per tutto il resto della stagione, ottenendo il primo podio in carriera al terzo appuntamento in Messico, dove fu terzo, più ulteriori sei piazzamenti tra i primi tre, tra cui quattro secondi posti consecutivi raggiunti al rally di Sardegna, in Finlandia, in Germania e in Australia. 
Il belga, fatta eccezione per il ritiro di Monte Carlo e per il 18º posto ottenuto in Portogallo, andò a punti in tutte le altre gare del campionato (non piazzandosi mai peggio del quinto posto), vinse tre power stage e terminò l'annata al secondo posto in classifica generale con 176 punti, sopravanzando di 14 punti il finlandese Jari-Matti Latvala, pilota ufficiale Volkswagen Motorsport, e venendo battuto soltanto dall'inarrivabile Sébastien Ogier che, con la sua Volkswagen Polo R WRC, dominò la stagione con 290 punti.

### 2014-in corso: Hyundai Motorsport

#### Stagione 2014

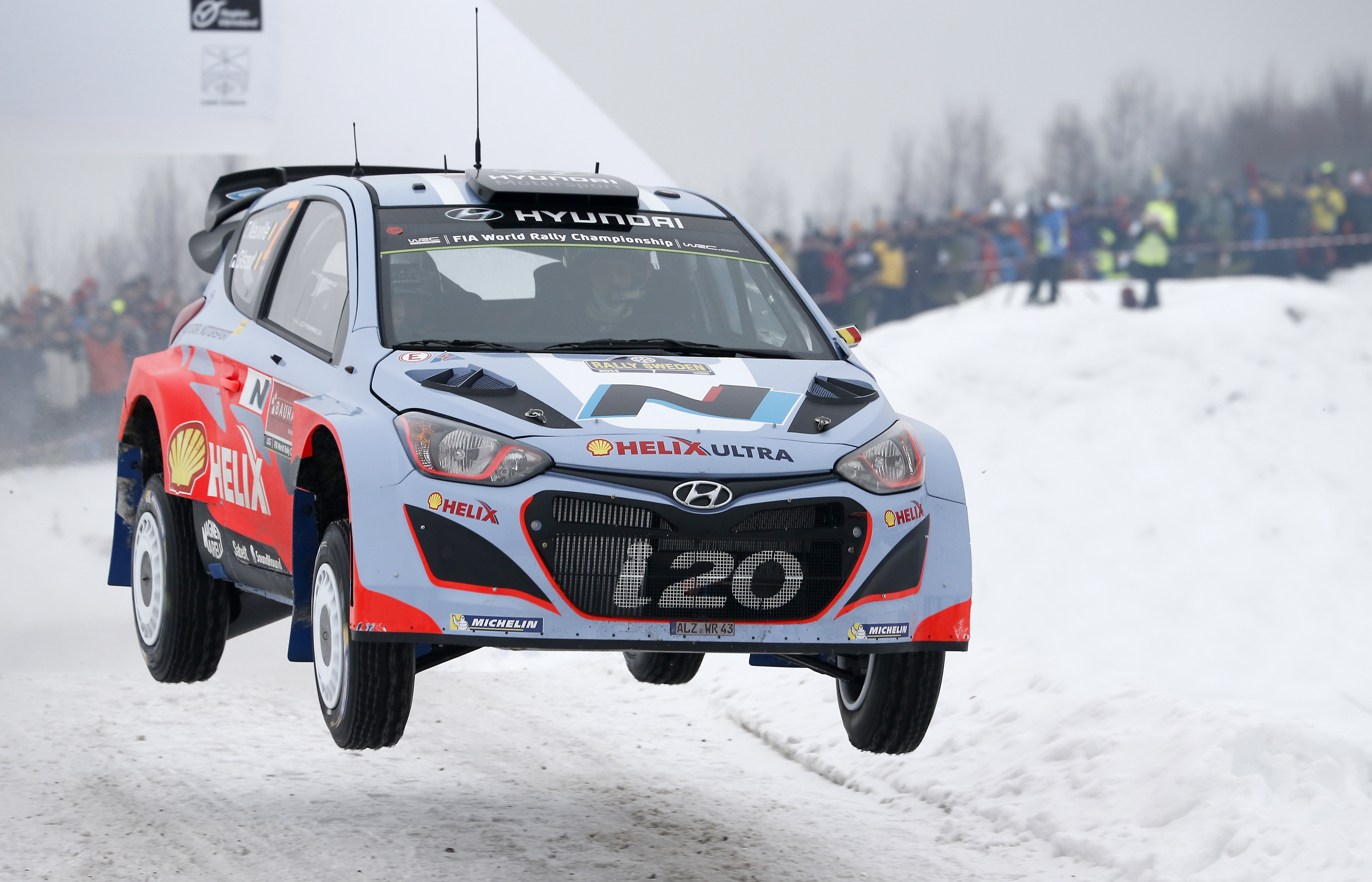
Neuville con la Hyundai i20 WRC al Rally di Svezia 2014

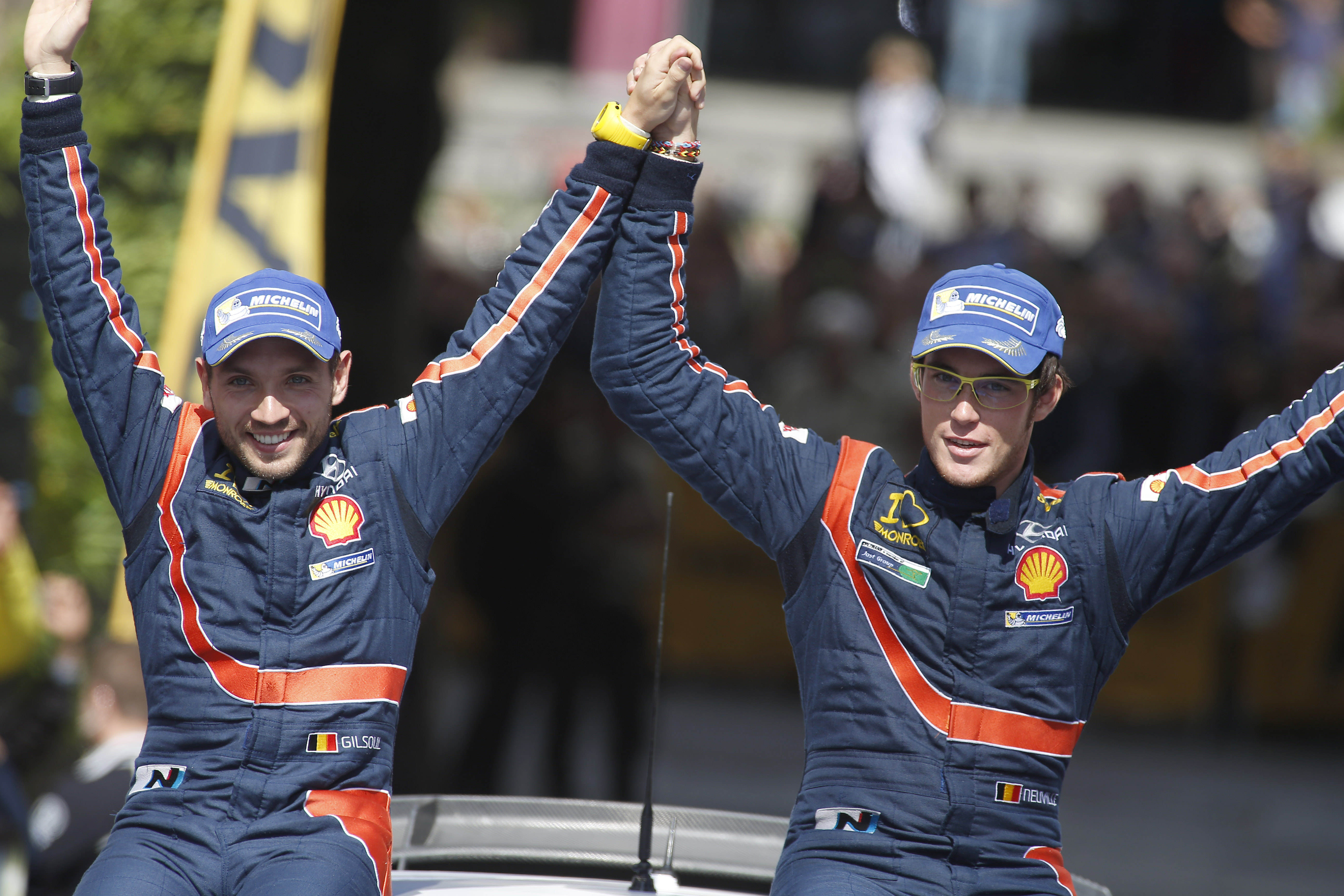
Neuville (a destra) con Nicolas Gilsoul, vittoriosi nel Rally di Germania 2014

Per la stagione 2014 Neuville venne ingaggiato per la prima volta da un costruttore ufficiale: la Hyundai Motorsport. La scuderia sudcoreana, con base in Germania, si apprestava a rientrare nel mondiale WRC dopo l'esperienza fatta dei primi anni 2000 con la Accent WRC. Al belga venne affidata la prima guida della nuova vettura, la Hyundai i20 WRC, insieme all'esperto pilota spagnolo Dani Sordo, con l'obbiettivo di sviluppare l'auto e ottenere qualche buona prestazione durante l'anno. 
Dopo il terzo ritiro consecutivo al rally di Monte Carlo, Neuville si piazzò terzo in Messico, terza gara della stagione, e andò a punti anche in Portogallo e in Argentina; salì nuovamente sul podio (sempre terzo) al Rally di Polonia e conquistò la sua prima vittoria in carriera, nonché la prima in assoluto per la Hyundai, al Rally di Germania, battendo il compagno di squadra Dani Sordo e il norvegese Andreas Mikkelsen su Volkswagen Polo R WRC. Chiuse le ultime quattro gare stagionali a punti e terminò l'anno al sesto posto in classifica generale. Grazie alla convincente stagione disputata, la Hyundai gli rinnovò il contratto anche per stagione successiva.

#### Stagione 2015

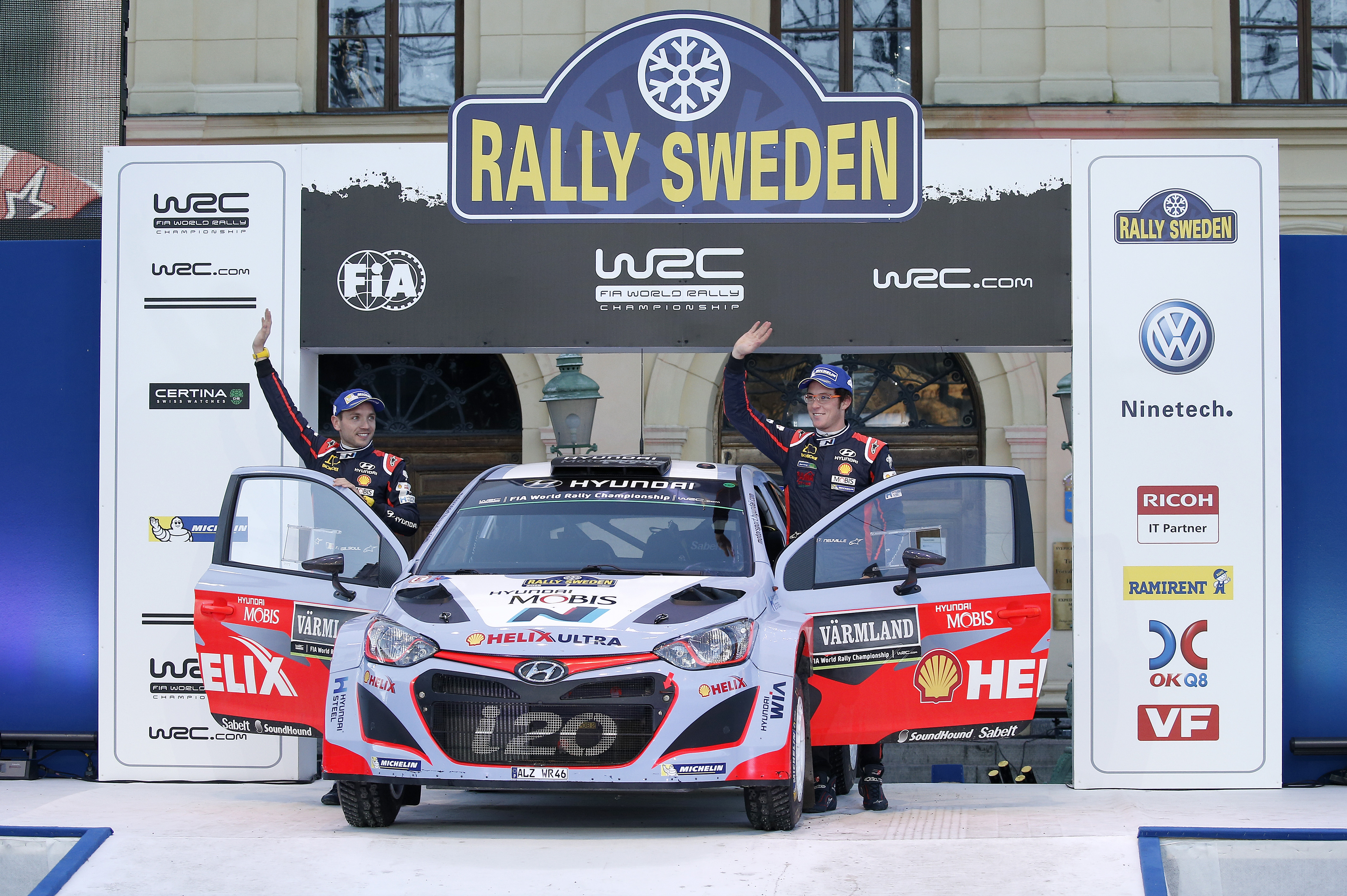
Neuville e Gilsoul, secondi al Rally di Svezia 2015

Confermato anche per il 2015 alla guida della i20 WRC, Neuville iniziò la stagione con un quinto posto al Rally di Monte Carlo, rompendo quindi la tradizione negativa che lo vide ritirarsi nelle quattro precedenti edizioni dell'appuntamento monegasco; fu invece secondo nella gara successiva in Svezia e terzo al Rally d'Italia-Sardegna, in quelli che furono gli unici podi stagionali. Andò comunque a punti in ulteriori sei occasioni classificandosi sempre tra i primi otto, collezionò due ritiri (in Argentina e in Gran Bretagna) e due piazzamenti oltre la ventesima posizione, concludendo nuovamente al sesto posto in classifica generale.
Thierry Neuville ha partecipato a bordo di una i20 WRC non ufficiale alla 37ª edizione del Monza Rally Show, svoltasi il 28-29 novembre 2015. L'evento è stato vinto da Valentino Rossi a bordo di una Ford Fiesta RS WRC. La seconda posizione è andata allo stesso Neuville.

#### Stagione 2016

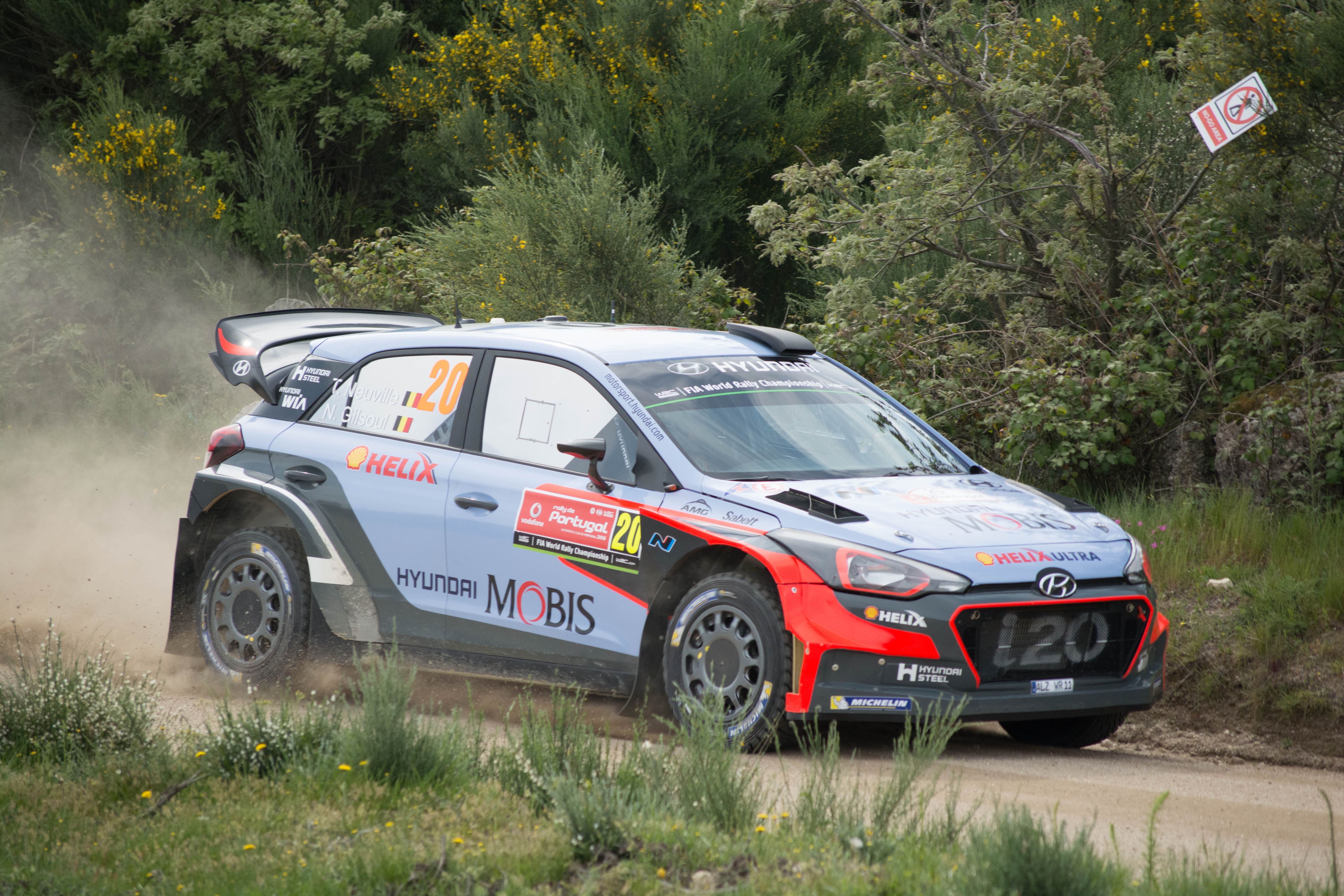
Neuville con la nuova Hyundai NG i20 WRC al Rally del Portogallo 2016

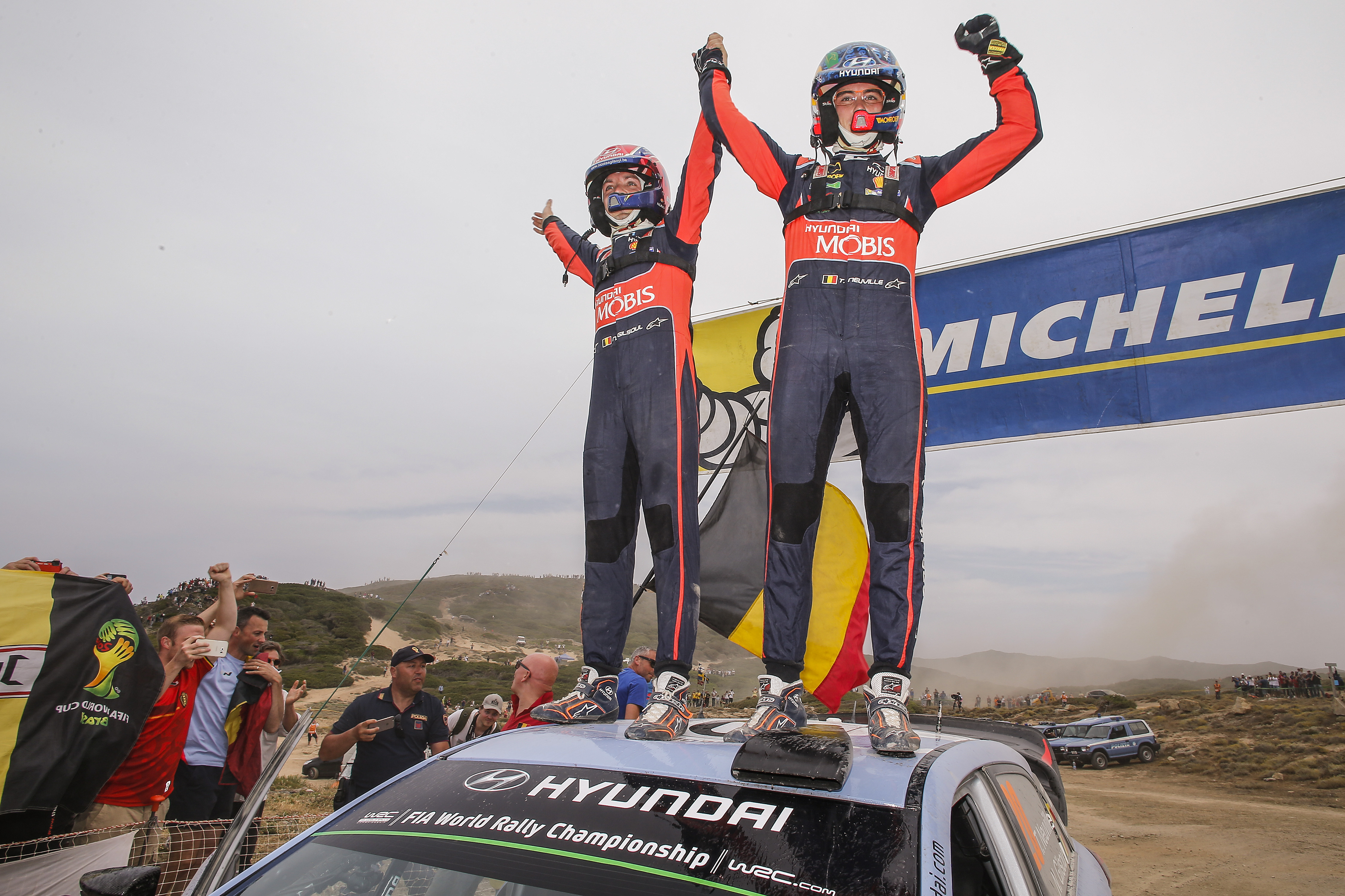
Neuville e Gilsoul, vittoriosi nel Rally di Sardegna 2016

Per la stagione 2016 la Hyundai, non pienamente soddisfatta dalle prestazioni del 2015, decise far ruotare i suoi tre piloti Neuville, Sordo e Hayden Paddon alla guida della nuova vettura, la New generation i20 WRC
Il pilota belga esordì in stagione con il terzo posto al rally di Monte Carlo, non andò a punti in Svezia e si ritirò per incidente in Messico; dopo altre due prestazioni altalenanti in Argentina e Portogallo, arrivò la sua seconda vittoria in carriera, ottenuta al Rally di Sardegna, battendo nell'occasione le due Polo R WRC di Ogier e Latvala.
Il successo in terra italiana cambiò la sua stagione e da quel momento collezionò due quarti posti e cinque piazzamenti consecutivi a podio, risultati che gli consentirono di piazzarsi al secondo posto assoluto a fine anno sempre dietro al campione del mondo Sébastien Ogier, come avvenne nel 2013.

#### Stagione 2017

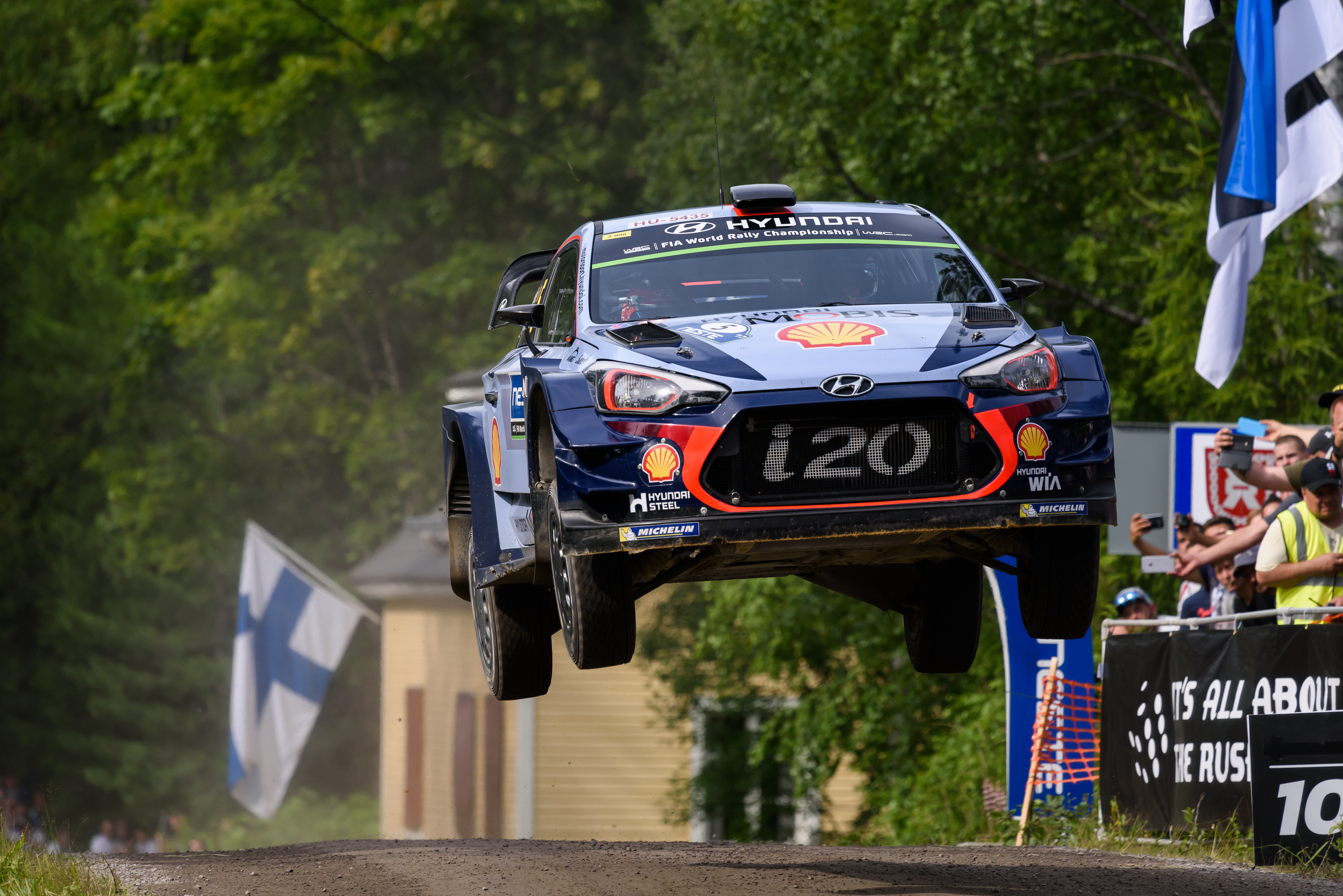
Neuville con la Hyundai i20 Coupe WRC al Rally di Finlandia 2017

Nel 2017 Neuville si trovò alla guida di un'auto completamente nuova, portata in gara dalla casa coreana in conformità ai nuovi regolamenti varati dalla FIA: la Hyundai i20 Coupe WRC. 
Nei primi due appuntamenti invernali della stagione, i classici rally di Montecarlo e di Svezia, il belga si dimostrò da subito competitivo, guidando la corsa nei due appuntamenti fino a quando commise degli errori di guida che lo costrinsero a terminare entrambe le gare fuori dai punti. 

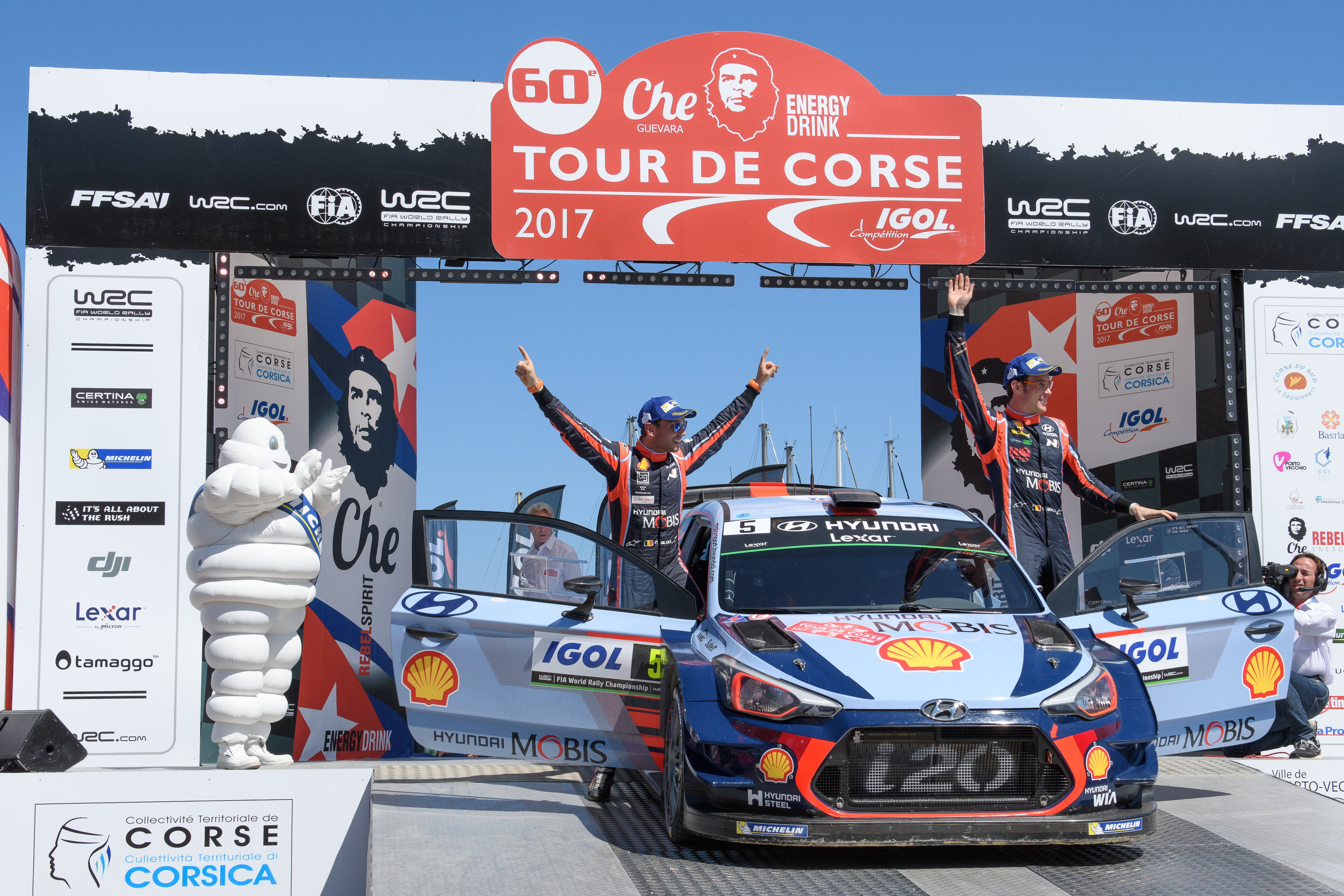
Neuville e Gilsoul, vittoriosi al Tour de Corse 2017

Si riprese subito conquistando il terzo posto in Messico e vincendo le successive due gare, il Tour de Corse e il Rally d'Argentina dimostrando di essere un pretendente per il titolo 2018
. Giunse secondo in Portogallo e terzo in Sardegna mentre al Rally di Polonia conquistò la sua terza vittoria stagionale, portandosi a 11 punti dalla vetta della classifica, sino a quel momento occupata da Ogier su Ford Fiesta WRC. Al successivo Rally di Finlandia Ogier incappò in un incidente e Neuville, con il sesto posto ottenuto in gara, lo raggiunse in testa alla graduatoria, dove entrambi si trovarono appaiati a 160 punti ma con il belga in vantaggio per aver vinto una gara in più rispetto al francese. Seguirono due prestazioni da dimenticare in Germania e Catalogna, concluse rispettivamente con un 44º posto e con un ritiro, mentre il suo rivale ottenne in entrambe le gare due podi, riconquistando la leadership mondiale con un buon vantaggio e riuscendo a mantenerlo sino alla fine del campionato. A nulla valse infatti il secondo posto conquistato dal pilota belga in Galles dietro a Elfyn Evans in quanto Ogier vinse matematicamente il titolo con una gara d'anticipo. Neuville chiuse la sua miglior annata in carriera con la vittoria nell'ultima gara in Australia, terminando secondo per la terza volta in 5 anni ma tenendo vivo il campionato sino alla penultima gara.

#### Stagione 2018

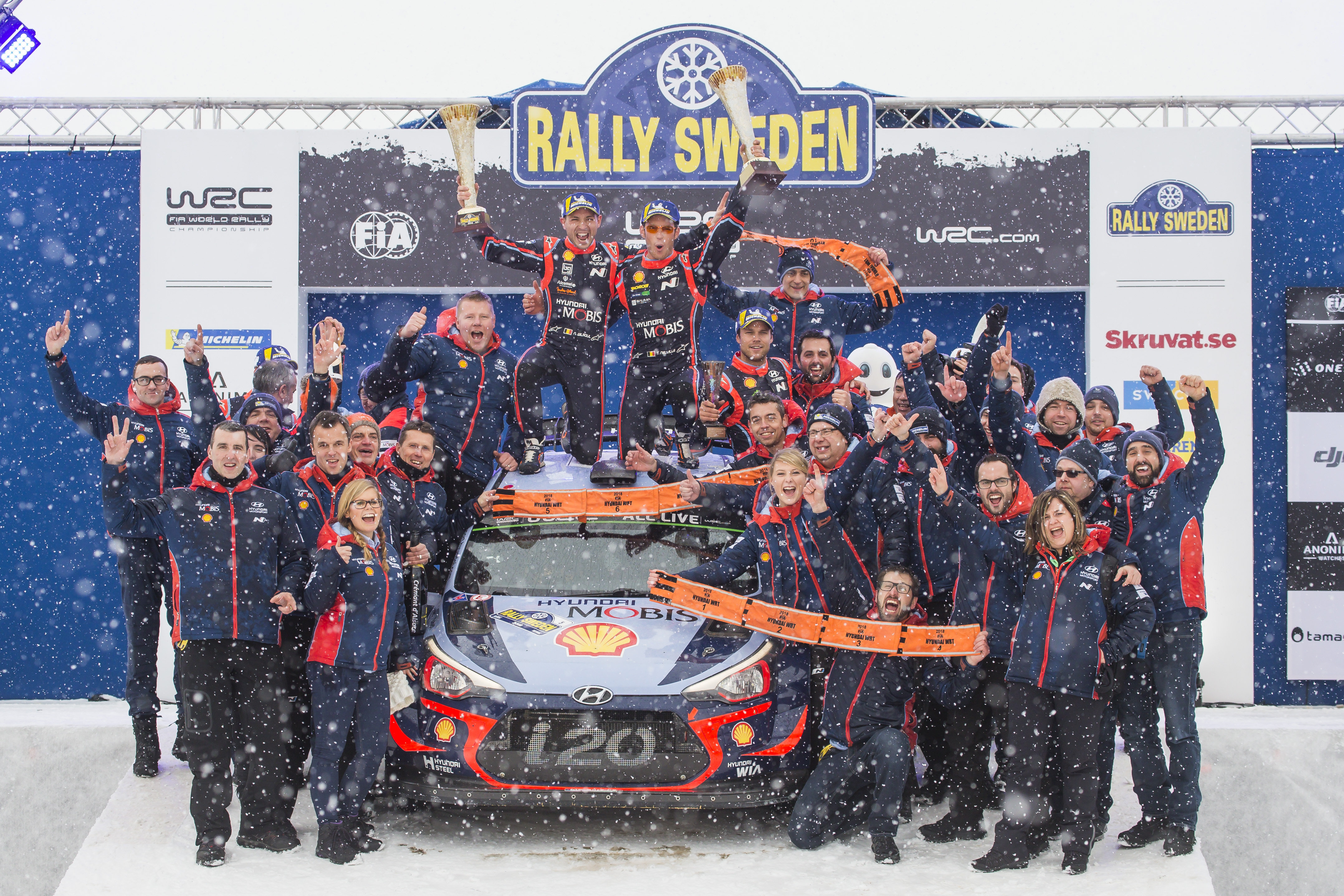
Neuville e Gilsoul festeggiano la vittoria nel Rally di Svezia 2018 con tutta la squadra Hyundai

Candidandosi apertamente al titolo, alla luce dei risultati maturati nella precedente stagione, il 2018 iniziò per il belga con un quinto posto al Rally di Monte Carlo, cui seguì la vittoria al Rally di Svezia, quando il belga diventò il terzo pilota non scandinavo della storia a imporsi nell'appuntamento svedese dopo i francesi Sébastien Loeb e Sébastien Ogier; in quell'occasione si portò anche al comando della classifica in solitaria per la prima volta ma dovette cederlo nuovamente a Ogier dopo la vittoria di quest'ultimo nel successivo Rally del Messico, dove Neuville chiuse con un insoddisfacente sesto posto. Nella gara successiva, il Tour de Corse, giunse terzo ma il suo distacco da Ogier, vincitore dell'evento, crebbe a 17 punti.

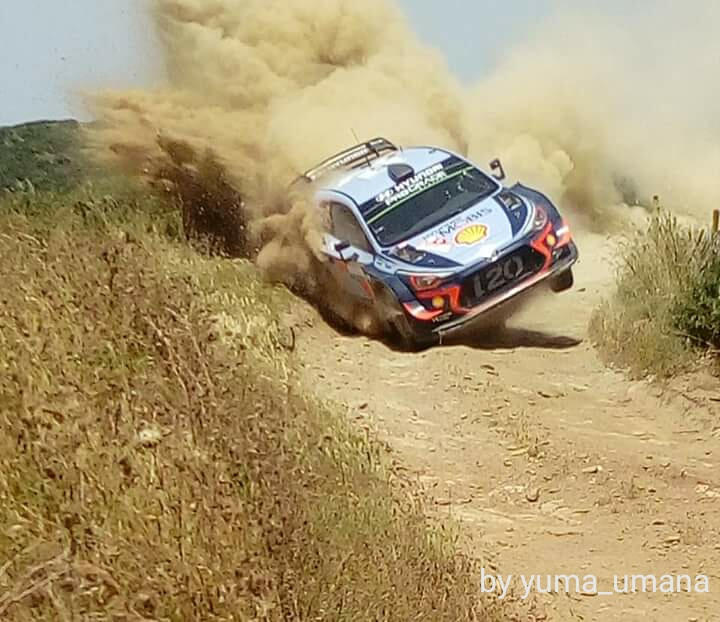
Neuville nell'ultima tappa (Sassari-Argentiera) del Rally di Sardegna 2018

In Argentina si piazzò invece alle spalle di un imprendibile Ott Tänak e recuperò 7 punti a Ogier (giunto quarto). Al ritorno in europa, in occasione del Rally del Portogallo, Neuville ottenne la sua seconda vittoria stagionale e balzò in cima alla classifica con ben 19 punti di vantaggio sul rivale francese, uscito di scena nella prima giornata e a secco di punti nell'appuntamento portoghese.
In Sardegna aumenta il suo distacco dal francese vincendo il Rally di Sardegna 2018 dopo una grandissima rimonta su Ogier, primo sino all'ultima tappa, e portandosi a 149 punti in classifica. Dopo un deludente nono posto nel Rally di Finlandia ritorna a podio in Germania, arrivando secondo dietro a Tänak. Ma nel Rally di Gran Bretagna il belga finisce quinto mentre Ogier vince ed accorcia in classifica. Nei due eventi finali il francese recupera e supera Neuville per soli 18 punti in classifica.

#### Stagione 2019
Come di tradizione il primo evento della stagione è il Rally di Monte Carlo, Neuville chiude secondo a pochi secondi da Sébastien Ogier. Dopo il podio di Monaco chiude terzo in Svezia e quarto nel Rally del Messico. Nel Tour de Corse in Francia conquista la sua prima vittoria, dove però Elfyn Evans era stato in testa per la maggior parte del rally ma nell'ultima tappa una sua foratura regala la vittoria al belga. In Argentina fa il bis e Neuville conquista la testa del campionato. Il sesto evento della stagione è il Rally del Cile dove il belga subisce un brutto incidente dove si rende necessaria assistenza medica per lui e il suo co-pilota, Nicolas Gilsoul. I due non riportano ferite e partecipano all'evento successivo in Portogallo chiudendo secondi dietro a Ott Tänak. Neuville oltre al WRC partecipa e vince una tappa del campionato rally TCR Germany al Nurburgring.
Nei quattro rally successivi chiude due volte sesto, in Sardegna e in Finlandia, quarto in Germania e ottavo nel Rally di Turchia. Nel Rally di Gran Bretagna il belga torna a podio finendo secondo dietro a Ott Tänak, mentre nel penultimo evento in Spagna conquista la sua dodicesima vittoria nel WRC, ma Tänak chiude secondo e si laurea campione con una gara d'anticipo. Nell'ultimo round in Australia Neuville e Ogier si devono ancora giocare il secondo posto in classifica, ma a causa degli Incendi boschivi il round fu annullato e il belga chiude secondo in classifica finale. Grazie ai risultati di Neuville e i suoi compagni, Dani Sordo, Andreas Mikkelsen e Sébastien Loeb (che ha corso part time) la Hyundai vince il suo primo titolo costruttori.

#### Stagione 2020

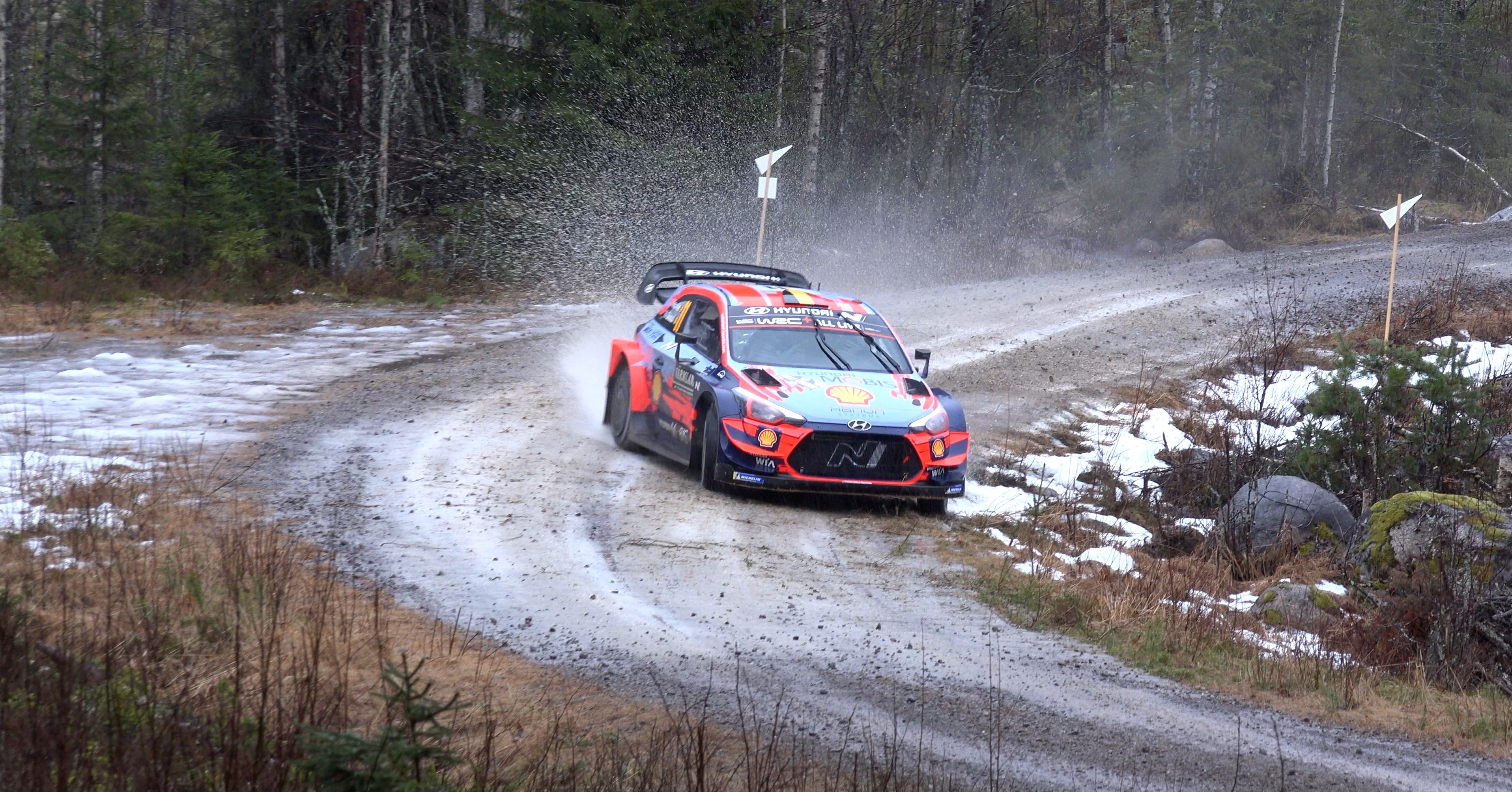
Neuville durante il Rally di Svezia nel 2020

Neuville inizia la sua settima stagione con Hyundai vincendo il Rally di Monte Carlo, combattendo con Ogier ed Evans per tutto il rally. Tuttavia, perde la testa del campionato nell'evento successivo in Svezia dove chiude sesto mentre Evans vince davanti a Tänak. Il belga ha perso ulteriori punti nei due eventi successivi, in Messico e in Estonia dove non conquista nessun punto. A causa della Pandemia di COVID-19 la stagione viene accorciata, a tre rally dalla fine Neuville è a 37 punti dalla vetta della classifica. In Turchia chiude secondo dietro a Evans e vince la Power stage. Chiude di nuovo secondo nel Rally di Sardegna dietro a Dani Sordo. Nel finale di stagione a Monza Neuville dovrebbe vincere per laurearsi campione, invece il belga è costretto al ritiro a causa di un incidente e Ogier si laurea campione, Neuville chiude quarto in classifica terminando la sua striscia di secondi posti in classifica generale iniziata nel 2016. Mentre la Hyundai vince nuovamente il campione costruttori.

#### Stagione 2021

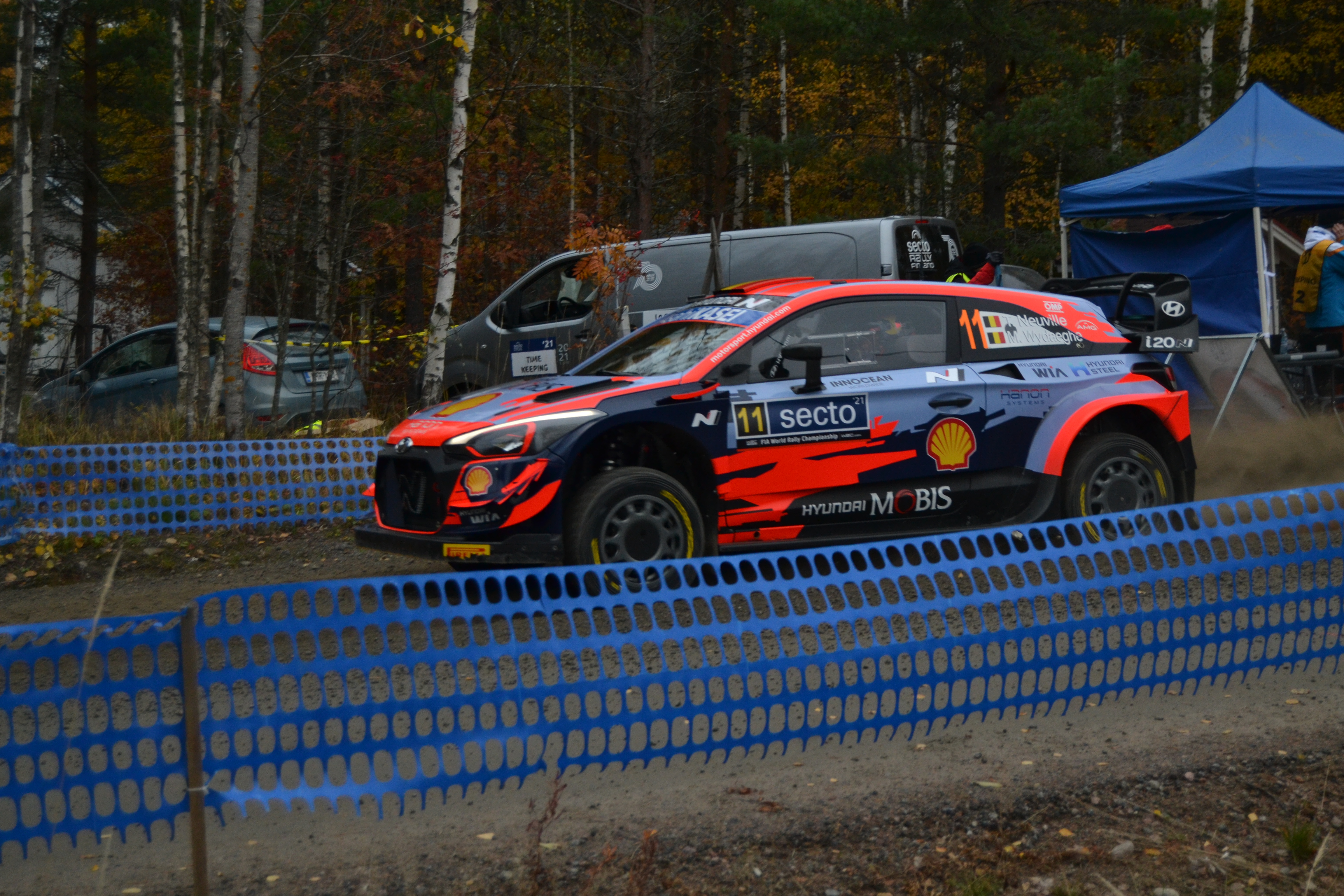
Neuville durante il Rally di Finlandia 2021

Nel 2021 inizia la sua ottava stagione nel WRC con la Hyundai. Chiude i primi tre rally (Monte Carlo, Finlandia e Croazia) al terzo posto, posizionandosi secondo in classifica generale dietro a Sébastien Ogier. Nei quattro eventi successivi chiude fuori dai punti in due occasioni, e chiude ancora terzo nel Rally di Sardegna e nel Rally d'Estonia. Conquista la sua prima vittoria stagionale nel Rally di Ypres battendo Craig Breen; grazie alla vittoria riesce ad accorciare in classifica e riaprire il mondiale. Dopo due risultati negativi conquista un altro rally, il Rally di Catalogna, dimostrandosi uno dei migliori in assoluto sull'asfalto. Ma la vittoria non basta per rimontare in classifica e Neuville chiude terzo in classifica generale dietro a Ogier e Evans.

#### Stagione 2022

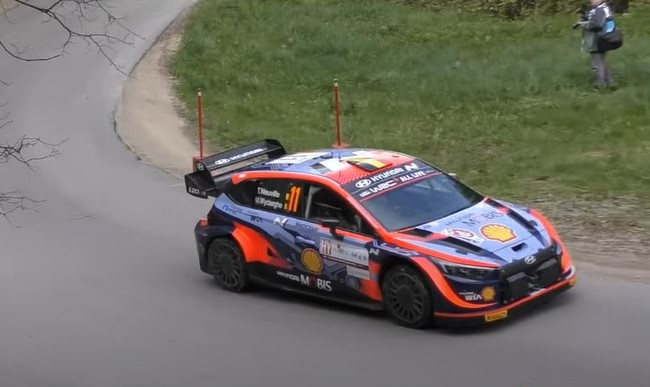

Nel 2022 continua a correre nel WRC insieme a Martijn Wydaeghe e alla Hyundai Shell Mobis WRT. Durante i test pre stagionali subisce un brutto incidente, che costringe Neuville a operarsi alla clavicola. Dopo solo due settimane torna in auto per altri test, dimostrando di poter correre il campionato senza dover saltare nessun evento. Chiude sesto nel Rally di Monte Carlo per poi ottienere due podi, il primo grazie al secondo posto dietro a Kalle Rovanperä nel Rally di Svezia, il secondo grazie al terzo posto nel Rally di Croazia.

#### Stagione 2023

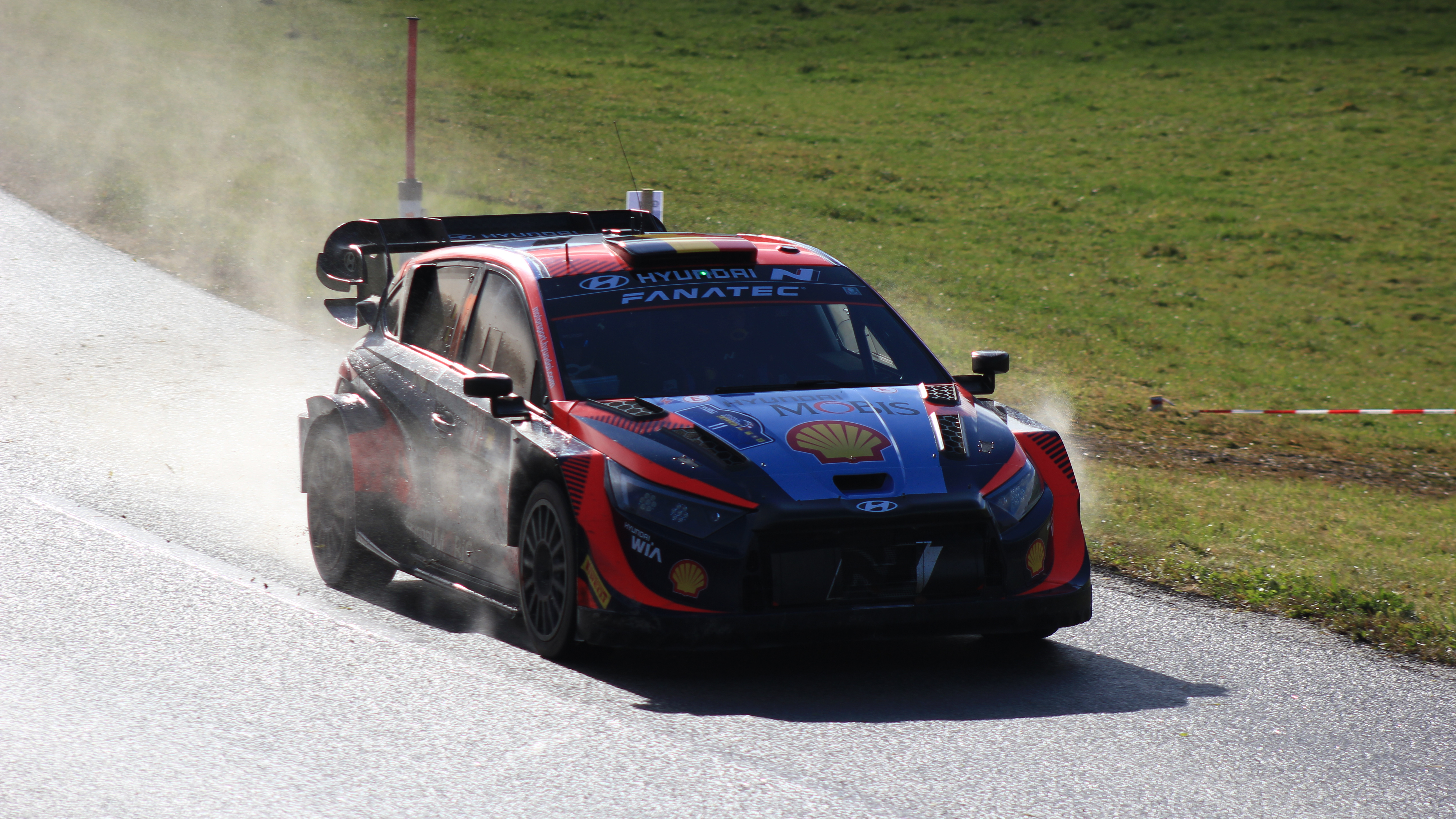
Neuville durante il Rally dell'Europa Centrale

Continua il sodalizio con Hyundai ed il suo copilota Wydaeghe: corre una stagione abbastanza in linea con le aspettative anche se non è mai in lotta per il titolo mondiale, vince in Sardegna e la prima edizione del Rally dell'Europa Centrale, concludendo al terzo posto nella classifica del campionato.

#### Stagione 2024, il titolo mondiale

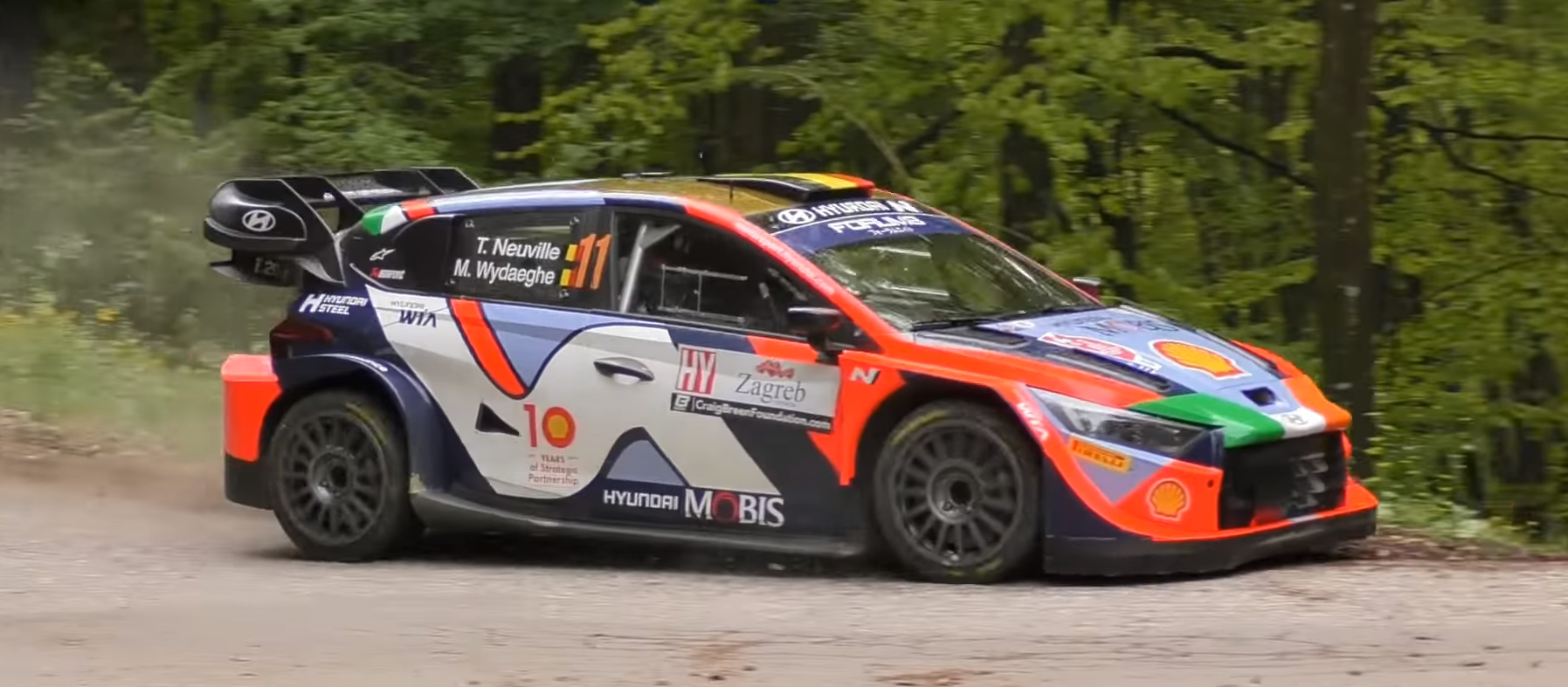
Neuville al Rally di Croazia

La stagione 2024 si apre con una grande notizia, il campione in carica Kalle Rovanperä correrà una stagione part-time, di conseguenza si riaprono le sperenze al titolo per tutti i contendenti, tra cui anche Neuville: il belga parte bene vincendo a Montecarlo, e, nonostante alti e bassi durante la prima metà del campionato riescie sempre a mantenere la vetta; in Grecia compie la seconda vittoria stagionale, guadagnandosi la possibilità di vincere il mondiale già dall'evento successivo in Cile; il fatto però non sussiste e nonostante il podio in Europa Centrale il mondiale si sarebbe deciso nell'ultima gara: in Giappone. Il belga ha problemi di affidabilità nella prima parte del rally, mentre Ott Tänak è in testa all'evento, sembrava una maledizione senza fine, fino a quando l'estone non esce di strada e già nella giornata di sabato arriva l'ufficialità che Neuville sarebbe diventato per la prima volta campione mondiale, regalando il primo successo a Hyundai per quando riguarda il titolo piloti.

## Palmarès
- 1  Campione del Mondo WRC: 2024

### Vittorie nel mondiale rally

#### WRC
| Nº | Anno | Rally                         | Copilota         | Vettura                     | Squadra                 |
| -- | ---- | ----------------------------- | ---------------- | --------------------------- | ----------------------- |
| 1  | 2014 | 32º Rally di Germania         | Nicolas Gilsoul  | Hyundai i20 WRC             | Hyundai Motorsport      |
| 2  | 2016 | 13º Rally di Sardegna         | Nicolas Gilsoul  | Hyundai NG i20 WRC          | Hyundai Motorsport      |
| 3  | 2017 | 60º Tour de Corse             | Nicolas Gilsoul  | Hyundai i20 Coupe WRC       | Hyundai Motorsport      |
| 4  | 2017 | 37º Rally d'Argentina         | Nicolas Gilsoul  | Hyundai i20 Coupe WRC       | Hyundai Motorsport      |
| 5  | 2017 | 74º Rally di Polonia          | Nicolas Gilsoul  | Hyundai i20 Coupe WRC       | Hyundai Motorsport      |
| 6  | 2017 | 26º Rally d'Australia         | Nicolas Gilsoul  | Hyundai i20 Coupe WRC       | Hyundai Motorsport      |
| 7  | 2018 | 66º Rally di Svezia           | Nicolas Gilsoul  | Hyundai i20 Coupe WRC       | Hyundai Shell Mobis WRT |
| 8  | 2018 | 51º Rally del Portogallo      | Nicolas Gilsoul  | Hyundai i20 Coupe WRC       | Hyundai Shell Mobis WRT |
| 9  | 2018 | 15º Rally Italia Sardegna     | Nicolas Gilsoul  | Hyundai i20 Coupe WRC       | Hyundai Shell Mobis WRT |
| 10 | 2019 | 62º Tour de Corse             | Nicolas Gilsoul  | Hyundai i20 Coupe WRC       | Hyundai Shell Mobis WRT |
| 11 | 2019 | 39º Rally d'Argentina         | Nicolas Gilsoul  | Hyundai i20 Coupe WRC       | Hyundai Shell Mobis WRT |
| 12 | 2019 | 55º Rally di Catalogna        | Nicolas Gilsoul  | Hyundai i20 Coupe WRC       | Hyundai Shell Mobis WRT |
| 13 | 2020 | 88º Rally di Monte Carlo      | Nicolas Gilsoul  | Hyundai i20 Coupe WRC       | Hyundai Shell Mobis WRT |
| 14 | 2021 | 56° Rally di Ypres            | Martijn Wydaeghe | Hyundai i20 Coupe WRC       | Hyundai Shell Mobis WRT |
| 15 | 2021 | 45° Rally di Catalogna        | Martijn Wydaeghe | Hyundai i20 Coupe WRC       | Hyundai Shell Mobis WRT |
| 16 | 2022 | 66º Rally dell'Acropoli       | Martijn Wydaeghe | Hyundai i20 N Rally1 Hybrid | Hyundai Shell Mobis WRT |
| 17 | 2022 | 7° Rally del Giappone         | Martijn Wydaeghe | Hyundai i20 N Rally1 Hybrid | Hyundai Shell Mobis WRT |
| 18 | 2023 | 20º Rally di Sardegna         | Martijn Wydaeghe | Hyundai i20 N Rally1 Hybrid | Hyundai Shell Mobis WRT |
| 19 | 2023 | 1º Rally dell'Europa Centrale | Martijn Wydaeghe | Hyundai i20 N Rally1 Hybrid | Hyundai Shell Mobis WRT |
| 20 | 2024 | 92º Rally di Monte Carlo      | Martijn Wydaeghe | Hyundai i20 N Rally1 Hybrid | Hyundai Shell Mobis WRT |
| 21 | 2024 | 68º Rally dell'Acropoli       | Martijn Wydaeghe | Hyundai i20 N Rally1 Hybrid | Hyundai Shell Mobis WRT |

#### Junior WRC
| Nº | Anno | Rally                 | Copilota        | Vettura          |
| -- | ---- | --------------------- | --------------- | ---------------- |
| 1  | 2010 | 41º Rally di Bulgaria | Nicolas Klinger | Citroën C2 S1600 |

### Vittorie in altri Rally
| #  | Stagione | Evento                                              | Campionato                          | Co-pilota        | Auto                       |
| -- | -------- | --------------------------------------------------- | ----------------------------------- | ---------------- | -------------------------- |
| 1  | 2009     | ADAC Rallye Kohle & Stahl                           | Saarland (SRM)                      | Johny Blom       | Citroën C2 R2 Max          |
| 2  | 2011     | Tour de Corse                                       | Intercontinental Rally Challenge    | Nicolas Gilsoul  | Peugeot 207 S2000          |
| 3  | 2011     | Rally di Sanremo                                    | Intercontinental Rally Challenge    | Nicolas Gilsoul  | Peugeot 207 S2000          |
| 4  | 2011     | Golden Stage Rally                                  | -                                   | Nicolas Gilsoul  | Peugeot 207 S2000          |
| 5  | 2011     | Rallye des Crêtes                                   | -                                   | Patrick Heinen   | Citroën DS3 R3T            |
| 6  | 2014     | East Belgian Rally                                  | Campionato Belga di Rally           | Nicolas Gilsoul  | Hyundai i20 WRC            |
| 7  | 2016     | Memorial Bettega - Trofeo Pucci Grossi Night Sprint | -                                   | Senza navigatore | Hyundai i20 WRC            |
| 8  | 2017     | Legend Boucles à Bastogne                           | -                                   | Nicolas Gilsoul  | Porsche 911 Carrera RS 3.0 |
| 9  | 2017     | AutoGlym Ralli                                      | -                                   | Nicolas Gilsoul  | Hyundai i20 Coupe WRC      |
| 10 | 2018     | Rally di Ypres                                      | Trofeo Benelux                      | Nicolas Gilsoul  | Hyundai i20 R5             |
| 11 | 2019     | Ypres Rally Masters                                 | -                                   | Nicolas Gilsoul  | Hyundai i20 Coupe WRC      |
| 12 | 2019     | Rallylegend - WRC                                   | -                                   | Nicolas Gilsoul  | Hyundai i20 Coupe WRC      |
| 13 | 2019     | Rallye des Crêtes                                   | -                                   | Mathias Heyen    | Opel Corsa A               |
| 14 | 2020     | Rally di Alba - #RAplus                             | -                                   | Nicolas Gilsoul  | Hyundai i20 Coupe WRC      |
| 15 | 2021     | Rally Il Ciocco e Valle del Serchio                 | Campionato italiano                 | Martijn Wydaeghe | Hyundai i20 R5             |
| 16 | 2021     | Rallye Sanremo WRC                                  | -                                   | Martijn Wydaeghe | Hyundai i20 Coupe WRC      |
| 18 | 2021     | Targa Florio WRC                                    | -                                   | Martijn Wydaeghe | Hyundai i20 Coupe WRC      |
| 19 | 2021     | Rally de La Llana                                   | Campionato della Catalogna di Rally | Martijn Wydaeghe | Hyundai i20 Coupe WRC      |

## Risultati nel mondiale rally

### WRC
| 2009 | Scuderia | Vettura           |  |  |  |  |  |  |  |  |  |  |     |  |  |  |  |  | Punti | Pos. |
| ---- | -------- | ----------------- |  |  |  |  |  |  |  |  |  |  | --- |  |  |  |  |  | ----- | ---- |
| 2009 |          | Citroën C2 R2 Max |  |  |  |  |  |  |  |  |  |  | Rit |  |  |  |  |  | 0     |      |

| 2010 | Scuderia | Vettura          |  |  |  |     |  |     |    |  |     |  |    |  |  |  |  |  | Punti | Pos. |
| ---- | -------- | ---------------- |  |  |  | --- |  | --- | -- |  | --- |  | -- |  |  |  |  |  | ----- | ---- |
| 2010 |          | Citroën C2 S1600 |  |  |  | Rit |  | Rit | 12 |  | Rit |  | 27 |  |  |  |  |  | 0     |      |

| 2012 | Scuderia                     | Vettura         |     |    |    |   |   |   |   |    |    |   |    |     |    |  |  |  | Punti | Pos. |
| ---- | ---------------------------- | --------------- | --- | -- | -- | - | - | - | - | -- | -- | - | -- | --- | -- |  |  |  | ----- | ---- |
| 2012 | Citroën Junior WRT Qatar WRT | Citroën DS3 WRC | Rit | 12 | 13 | 8 | 5 | 6 | 5 | 16 | 12 | 7 | 42 | 183 | 12 |  |  |  | 53    | 7º   |

| 2013 | Scuderia  | Vettura            |     |   |   |    |   |   |   |    |   |   |    |    |    |  |  |  | Punti | Pos. |
| ---- | --------- | ------------------ | --- | - | - | -- | - | - | - | -- | - | - | -- | -- | -- |  |  |  | ----- | ---- |
| 2013 | Qatar WRT | Ford Fiesta RS WRC | Rit | 5 | 3 | 18 | 5 | 3 | 2 | 21 | 2 | 2 | 42 | 41 | 31 |  |  |  | 176   | 2º   |

| 2014 | Scuderia           | Vettura         |     |    |   |   |   |    |   |     |    |   |   |   |    |  |  |  | Punti | Pos. |
| ---- | ------------------ | --------------- | --- | -- | - | - | - | -- | - | --- | -- | - | - | - | -- |  |  |  | ----- | ---- |
| 2014 | Hyundai Motorsport | Hyundai i20 WRC | Rit | 28 | 3 | 7 | 5 | 16 | 3 | Rit | 12 | 7 | 8 | 6 | 42 |  |  |  | 105   | 6º   |

| 2015 | Scuderia                 | Vettura         |   |   |    |     |    |   |   |   |   |   |    |   |     |  |  |  | Punti | Pos. |
| ---- | ------------------------ | --------------- | - | - | -- | --- | -- | - | - | - | - | - | -- | - | --- |  |  |  | ----- | ---- |
| 2015 | Hyundai World Rally Team | Hyundai i20 WRC | 5 | 2 | 83 | Rit | 39 | 3 | 6 | 4 | 5 | 7 | 23 | 8 | Rit |  |  |  | 90    | 6º   |

| 2016 | Scuderia           | Vettura            |   |    |     |   |    |   |    |    |    |   |   |   |   |    |  |  | Punti | Pos. |
| ---- | ------------------ | ------------------ | - | -- | --- | - | -- | - | -- | -- | -- | - | - | - | - | -- |  |  | ----- | ---- |
| 2016 | Hyundai Motorsport | Hyundai NG i20 WRC | 3 | 14 | Rit | 6 | 29 | 1 | 43 | 41 | 31 | C | 2 | 3 | 3 | 32 |  |  | 160   | 2º   |

| 2017 | Scuderia           | Vettura               |     |     |    |    |   |   |    |    |    |    |     |    |   |  |  |  | Punti | Pos. |
| ---- | ------------------ | --------------------- | --- | --- | -- | -- | - | - | -- | -- | -- | -- | --- | -- | - |  |  |  | ----- | ---- |
| 2017 | Hyundai Motorsport | Hyundai i20 Coupe WRC | 151 | 133 | 31 | 15 | 1 | 2 | 34 | 15 | 63 | 44 | Rit | 21 | 1 |  |  |  | 208   | 2º   |

| 2018 | Scuderia                | Vettura               |    |    |    |   |    |    |   |    |    |     |    |   |     |  |  |  | Punti | Pos. |
| ---- | ----------------------- | --------------------- | -- | -- | -- | - | -- | -- | - | -- | -- | --- | -- | - | --- |  |  |  | ----- | ---- |
| 2018 | Hyundai Shell Mobis WRT | Hyundai i20 Coupe WRC | 52 | 14 | 63 | 3 | 21 | 12 | 1 | 94 | 25 | 161 | 54 | 4 | Rit |  |  |  | 201   | 2º   |

| 2019 | Scuderia                | Vettura               |    |    |    |    |    |     |   |    |    |    |    |    |    |  |  |  | Punti | Pos. |
| ---- | ----------------------- | --------------------- | -- | -- | -- | -- | -- | --- | - | -- | -- | -- | -- | -- | -- |  |  |  | ----- | ---- |
| 2019 | Hyundai Shell Mobis WRT | Hyundai i20 Coupe WRC | 23 | 32 | 43 | 14 | 13 | Rit | 2 | 63 | 62 | 41 | 82 | 25 | 13 |  |  |  | 227   | 2º   |

| 2020 | Scuderia                | Vettura               |   |    |    |     |    |   |     |  |  |  |  |  |  |  |  |  | Punti | Pos. |
| ---- | ----------------------- | --------------------- | - | -- | -- | --- | -- | - | --- |  |  |  |  |  |  |  |  |  | ----- | ---- |
| 2020 | Hyundai Shell Mobis WRT | Hyundai i20 Coupe WRC | 1 | 62 | 16 | Rit | 21 | 2 | Rit |  |  |  |  |  |  |  |  |  | 87    | 4º   |

| 2021 | Scuderia                | Vettura               |    |   |   |     |    |     |    |    |    |     |    |   |  |  |  |  | Punti | Pos. |
| ---- | ----------------------- | --------------------- | -- | - | - | --- | -- | --- | -- | -- | -- | --- | -- | - |  |  |  |  | ----- | ---- |
| 2021 | Hyundai Shell Mobis WRT | Hyundai i20 Coupe WRC | 34 | 3 | 3 | 362 | 31 | Rit | 32 | 13 | 84 | Rit | 14 | 2 |  |  |  |  | 124   | 3º   |

| 2022 | Scuderia                | Vettura                     |    |    |   |    |     |    |   |   |     |   |    |   |    |  |  |  | Punti | Pos. |
| ---- | ----------------------- | --------------------------- | -- | -- | - | -- | --- | -- | - | - | --- | - | -- | - | -- |  |  |  | ----- | ---- |
| 2022 | Hyundai Shell Mobis WRT | Hyundai i20 N Rally1 Hybrid | 63 | 23 | 3 | 53 | 411 | 51 | 4 | 5 | 203 | 1 | 45 | 2 | 14 |  |  |  | 193   | 3º   |

| 2023 | Scuderia                | Vettura                     |    |   |    |     |   |   |    |    |   |    |    |    |     |  |  |  | Punti | Pos. |
| ---- | ----------------------- | --------------------------- | -- | - | -- | --- | - | - | -- | -- | - | -- | -- | -- | --- |  |  |  | ----- | ---- |
| 2023 | Hyundai Shell Mobis WRT | Hyundai i20 N Rally1 Hybrid | 34 | 3 | 23 | 331 | 5 | 1 | SQ | 25 | 2 | 20 | 23 | 12 | 131 |  |  |  | 189   | 3º   |

| 2024 | Scuderia                | Vettura                     |   |    |    |   |    |     |    |    |   |    |   |    |    |  |  |  | Punti | Pos. |
| ---- | ----------------------- | --------------------------- | - | -- | -- | - | -- | --- | -- | -- | - | -- | - | -- | -- |  |  |  | ----- | ---- |
| 2024 | Hyundai Shell Mobis WRT | Hyundai i20 N Rally1 Hybrid | 1 | 43 | 51 | 3 | 31 | 411 | 41 | 83 | 2 | 14 | 4 | 34 | 62 |  |  |  | 242   | 1º   |

| 2025 | Scuderia                | Vettura              |   |   |    |    |    |     |    |    |    |  |  |  |  |  |  |  | Punti | Pos. |
| ---- | ----------------------- | -------------------- | - | - | -- | -- | -- | --- | -- | -- | -- |  |  |  |  |  |  |  | ----- | ---- |
| 2025 | Hyundai Shell Mobis WRT | Hyundai i20 N Rally1 | 6 | 3 | 32 | 75 | 42 | 192 | 53 | 34 | 65 |  |  |  |  |  |  |  | 125   |      |

| Legenda | 1º posto | 2º posto | 3º posto | A punti | Senza punti | Ritirato | Squalificato | NP=Non partito C=Gara cancellata | Apice=Power stage |

### Junior WRC
| 2010 | Scuderia | Vettura          |  |  |  |     |  |     |   |  |     |  |   |  |  | Punti | Pos. |
| ---- | -------- | ---------------- |  |  |  | --- |  | --- | - |  | --- |  | - |  |  | ----- | ---- |
| 2010 |          | Citroën C2 S1600 |  |  |  | Rit |  | Rit | 1 |  | Rit |  | 3 |  |  | 40    | 7º   |

| Legenda | 1º posto | 2º posto | 3º posto | A punti | Senza punti | Ritirato | Squalificato | NP=Non partito C=Gara cancellata | Apice=Power stage |